# 茂松尹氏
茂松尹氏（ムソンニュンし、朝鮮語: 무송윤씨）は、朝鮮の氏族の一つ。本貫は全羅北道高敞郡である。2015年の調査では、14,572人である。
始祖は、後唐の戦乱を避けるために中国から全羅北道高敞郡に亡命した尹鏡の子孫の尹良庇である。

## 集姓村
- 京畿道龍仁郡
- 忠清南道泰安郡所遠面柿木里
- 忠清南道泰安郡遠北面将坮里
- 忠清南道洪城郡金馬面松岩里
- 慶尚南道山清郡新安面長竹里[2]